# Округ Ренвил (Северна Дакота)
Ренвил (енгл. Renville County) је округ у америчкој савезној држави Северна Дакота.

## Демографија
По попису из 2010. године број становника је 2.470, што је 140 (-5,4%) становника мање него 2000. године.
| Група             | 2000.         | 2010.         |
| Белци             | 2.535 (97,1%) | 2.401 (97,2%) |
| Афроамериканци    | 6 (0,2%)      | 2 (0,1%)      |
| Азијати           | 12 (0,5%)     | 5 (0,2%)      |
| Хиспаноамериканци | 19 (0,7%)     | 24 (1,0%)     |
| Укупно            | 2.610         | 2.470         |